# Aeolis Chaos
'Aeolis Chaos és una estructura geològica del tipus chaos a la superfície de Mart, situada amb el sistema de coordenades planetocèntriques a -6.42 ° de latitud N i 152.24 ° de longitud E. Fa un diàmetre de 201 km. El nom va ser fet oficial per la UAI el 13 de juny de 2018 i el pren d'una característica d'albedo.